# Douglas Rushkoff
Douglas Rushkoff   (Nova York, 18 de febrer de 1961) és un teòric dels mitjans de comunicació, novel·lista gràfic i documentalista estatunidenc. És conegut per la seva associació amb la cultura ciberpunk primerenca i la seva defensa de solucions de codi obert als problemes socials. És conegut també per haver encunyat termes i conceptes com ara màrqueting viral (o media virus), nadius digitals i moneda social. Va escriure la primera columna sindicada sobre cibercultura a The New York Times.
El 2012 va ser considerat el sisè pensador més influent del món per la MIT Technology Review, després de Steven Pinker, David Graeber, Daniel Kahneman, Thilo Sarrazin i Richard Florida.

## Biografia
Douglas Rushkoff va néixer a la ciutat de Nova York i és fill de Sheila, una psiquiatra i treballadora social, i de Marvin Rushkoff, un administratiu de l'hospital. Es va graduar a la Universitat de Princeton el 1983. Es va traslladar a Los Angeles i va completar un Màster en Belles Arts en Direcció a l'Institut de les Arts de Califòrnia. Després va obtenir una beca de postgrau de l'American Film Institute. El 2012 va fer un doctorat a la Universitat d'Utrecht amb una tesi sobre l'alfabetització dels nous mitjans.
Rushkoff va donar-se a conèixer a principis de la dècada del 1990 com a membre actiu del moviment ciberpunk, desenvolupant amistats i col·laboracions amb persones com Timothy Leary, RU Sirius, Paul Krassner, Robert Anton Wilson, Ralph Abraham, Terence McKenna, Genesis P-Orridge, Ralph Metzner, Grant . Morrison, Mark Pesce, Erik Davis i altres escriptors, artistes i filòsofs interessats en la intersecció de la tecnologia, la societat i la cultura. Cyberia, el seu primer llibre sobre cibercultura, es va inspirar en l'escena rave de San Francisco de principis dels anys 1990 i es va publicar el 1994.
El 2002, Rushkoff va rebre el premi Marshall McLuhan de la Media Ecology Association pel seu llibre Coercion, i es va convertir en membre d'aquesta organització. Això el va aliar amb els media ecologists, una continuació del que es coneix com l'Escola de Toronto de teòrics dels mitjans com Marshall McLuhan, Walter Ong i Neil Postman.
Rushkoff va treballar amb Robert Anton Wilson i Timothy Leary en el desenvolupament de sistemes filosòfics per a explicar la consciència, la seva interacció amb la tecnologia, i l'evolució sociocultural de l'espècie humana i els efectes dels mitjans en la cultura popular. Leary, juntament amb John Barlow i Terence McKenna, van caracteritzar la primera meitat dels anys 1990 com a tecno-utòpics i van considerar la ràpida acceleració de la cultura, els mitjans emergents i l'avenç sense control de la tecnologia com a completament positius. L'entusiasme inicial de Rushkoff per la cibercultura es va moderar per la bombolla puntcom, quan el caràcter sense ànim de lucre d'internet va ser ràpidament absorbit per les corporacions i el capital de risc. Rushkoff sovint cita dos esdeveniments en particular: el dia que Netscape va entrar a la borsa el 1995, i el dia que AOL va comprar Time Warner l'any 2000, com a moments clau en la seva comprensió de les forces que actuen en l'evolució de les noves tecnologies i els mitjans de comunicació.
Desil·lusionat pel fracàs del model de codi obert per a desafiar les jerarquies institucionals, juntament amb Mark Crispin Miller i Naomi Klein, va aparèixer a l'Smith College així com en nombrosos documentals que denunciaven la privatització de l'espai públic i de la consciència. També s'ha dedicat a qüestions relacionades amb l'alfabetització mediàtica, la governança participativa i el desenvolupament de monedes complementàries. Va escriure un llibre i anomenat Life Inc. que rastreja el desenvolupament del corporativisme i la moneda centralitzada des del Renaixement fins a l'actualitat, i va organitzar un programa de ràdio anomenat The Media Squat a WFMU del 2008 al 2009, preocupat pel domini empresarial de la cultura.
A finals del 2020, Rushkoff va comentar l'estrena del documental The Social Dilemma i va considerar la seva influència i la d'escriptors com Nicholas Carr, Sherry Turkle, Andrew Keen, Howard Rheingold, Richard Barbrook, Tim Wu en la pel·lícula. Una de les persones entrevistades al documental és Jaron Lanier, que va ser un tema a Cyberia anys abans.
Rushkoff s'ha mostrat escèptic amb les xarxes socials digitals. El 25 de febrer de 2013, va anunciar en un article d'opinió a la CNN que abandonava Facebook, citant preocupacions sobre l'ús de les seves dades personals per part de la companyia.
En el seu llibre Survival of the Richest: Escape Fantasies of the Tech Billionaires (2022), Rushkoff examina com els multimilionaris, en pro de la seva recerca de majors beneficis i millor tecnologia, estan creant un món cada cop més inestable i argumenta que tractar millor la gent en el present pot ser la manera més segura d'evitar una catàstrofe generalitzada en el futur.

## Obra publicada

### Assaigs
- 2022. Survival of the Richest ISBN 978-0-393-88106-6
- 2019. Team Human ISBN 978-0-393-65169-0
- 2016. Throwing Rocks at the Google Bus ISBN 978-1617230172
- 2013. Present Shock: When Everything Happens Now ISBN 978-1591844761
- 2010. Program or be Programmed: Ten Commands for a Digital Age Paperback ISBN 978-1-935928-15-7 Ebook ISBN 978-1-935928-16-4
- 2009. Life, Inc.: How the World Became A Corporation and How To Take It Back ISBN 978-1-4000-6689-6
- 2009. Foreword: The Opportunity for Renaissance, pp. 273–281, in Be The Media, David Mathison, editor
- 2005. Get Back in the Box: Innovation from the Inside Out ISBN 978-0-06-075869-1
- 2003. Open Source Democracy A Demos Essay
- 2003. Nothing Sacred: The Truth About Judaism ISBN 978-1-4000-5139-7
- 1999. Coercion: Why We Listen to What "They" Say ISBN 978-1-57322-829-9
- 1996. Playing the Future: What We Can Learn From Digital Kids ISBN 978-1-57322-764-3 (Published in the UK in 1997 as "Children of Chaos: Surviving the End of the World as We Know it" ISBN 0-00-654879-2)
- 1995. Media Virus: Hidden Agendas in Popular Culture ISBN 978-0-345-39774-4
- 1994. The GenX Reader (Editor, contributor) ISBN 978-0345390462
- 1994. Cyberia: Life in the Trenches of Cyberspace ISBN 978-1-903083-24-6

### Obres de ficció
- 2002. Exit Strategy (aka Bull) ISBN 978-1-887128-90-2
- 1997. Ecstasy Club ISBN 978-1-57322-702-5

### Novel·les gràfiques
- 2016. Aleister and Adolf with Michael Avon Oeming ISBN 978-1-50670-104-2
- 2012. A.D.D. – Adolescent Demo Division ISBN 978-1-78116-019-0
- 2005–2008. Testament ISBN 978-1-4012-1063-2
- 2004. Club Zero-G ISBN 978-0-9729529-3-4